# Regno di Hannover
Il Regno di Hannover fu uno stato indipendente della Germania dal 1814 al 1866. Il territorio prendeva nome dalla sua capitale, Hannover. Lo stato venne costituito nell'ottobre del 1814 dal Congresso di Vienna, con la restaurazione a Giorgio III dei suoi territori hannoveriani dopo l'era napoleonica. Esso succedette politicamente all'Elettorato di Brunswick-Lüneburg (conosciuto informalmente come Elettorato di Hannover), ed aderì assieme ad altri 38 principati tedeschi alla Confederazione Germanica nel giugno del 1815. Il regno venne governato dalla casata di Hannover, un ramo cadetto della casata dei Guelfi, in unione personale con il Regno di Gran Bretagna e Irlanda sino al 1837. Dal momento che il sovrano risiedeva a Londra, venne nominato un viceré (solitamente un membro minore della famiglia reale britannica) a sovrintendere all'amministrazione del regno di Hannover.
L'unione personale col Regno Unito terminò nel 1837 con l'ascesa al trono inglese della regina Vittoria sulla base del fatto che la legge salica in vigore nell'Hannover, impediva alle donne di ascendere a quel trono e pertanto suo zio divenne sovrano indipendente. L'Hannover perse la propria indipendenza dopo essere stato sconfitto nella guerra austro-prussiana ed essere stato conquistato dalla Prussia nel 1866, divenendo quindi una provincia prussiana. Col resto della Prussia, l'Hannover divenne poi parte dell'Impero tedesco con l'unificazione del gennaio del 1871. Lo stato venne riportato in vita brevemente come Stato di Hannover nel 1946, ma venne poi unito a formare l'attuale stato della Bassa Sassonia nella Germania occidentale e poi nella Germania.

## Storia

### Dalle origini al regno di Hannover
L'Hannover fu un regno indipendente dal 1814 al 1866 e una provincia della Prussia dal 1866 al 1946. Era originariamente chiamato Principato di Calenberg, che era una suddivisione del Ducato di Brunswick-Lüneburg. Il Principato di Calenberg esistette dal 1432 fino al 1803.
Il Ducato di Brunswick-Lüneburg fu suddiviso in tanti principati, ognuno dei quali governato da un duca; uno di questi era il Principato di Calenberg, che fu il primo ad essere creato quando venne diviso dal Principato di Brunswick nel 1432.
Cadde sotto il Principato di Wolfenbüttel nel 1584. Nel 1635 venne nuovamente separato dal Wolfenbüttel, assieme al Principato di Gottinga, con il quale sarebbe restato unito.
Nel 1636 la capitale del Principato di Calenberg venne spostata da Pattensen ad Hannover e anche il principato prese il nome della nuova capitale.
Nel 1692 l'Imperatore Leopoldo I elevò il duca Ernesto Augusto al rango di elettore del Sacro Romano Impero, come ricompensa per l'aiuto ricevuto nella Guerra della Grande Alleanza. Il principato divenne quindi noto anche come Elettorato di Brunswick-Lüneburg o, più informalmente, Elettorato di Hannover. Nel 1714 gli elettori hannoveriani divennero re di Gran Bretagna. L'influenza degli elettori in Germania crebbe: essi ereditarono il Principato di Lüneburg nel 1705, e gli ex territori svedesi di Brema e Verden nel 1719. Come parte del Reichsdeputationshauptschluss del 1803, l'Elettorato ricevette il principato vescovile di Osnabrück.
Nel 1803 l'Elettorato venne occupato dalla Francia, che governò su di esso in varie forme per i dieci anni seguenti. A partire dal 1807, il territorio hannoveriano fece parte del Regno di Vestfalia. L'esercito hannoveriano venne disciolto, ma molti degli ufficiali e dei soldati andarono in Inghilterra, dove formarono la Legione Tedesca del Re. Questo fu l'unico esercito tedesco a combattere contro la Francia durante le guerre napoleoniche. Esso giocò un ruolo importante nella Battaglia di Waterloo. 

### La fondazione del regno

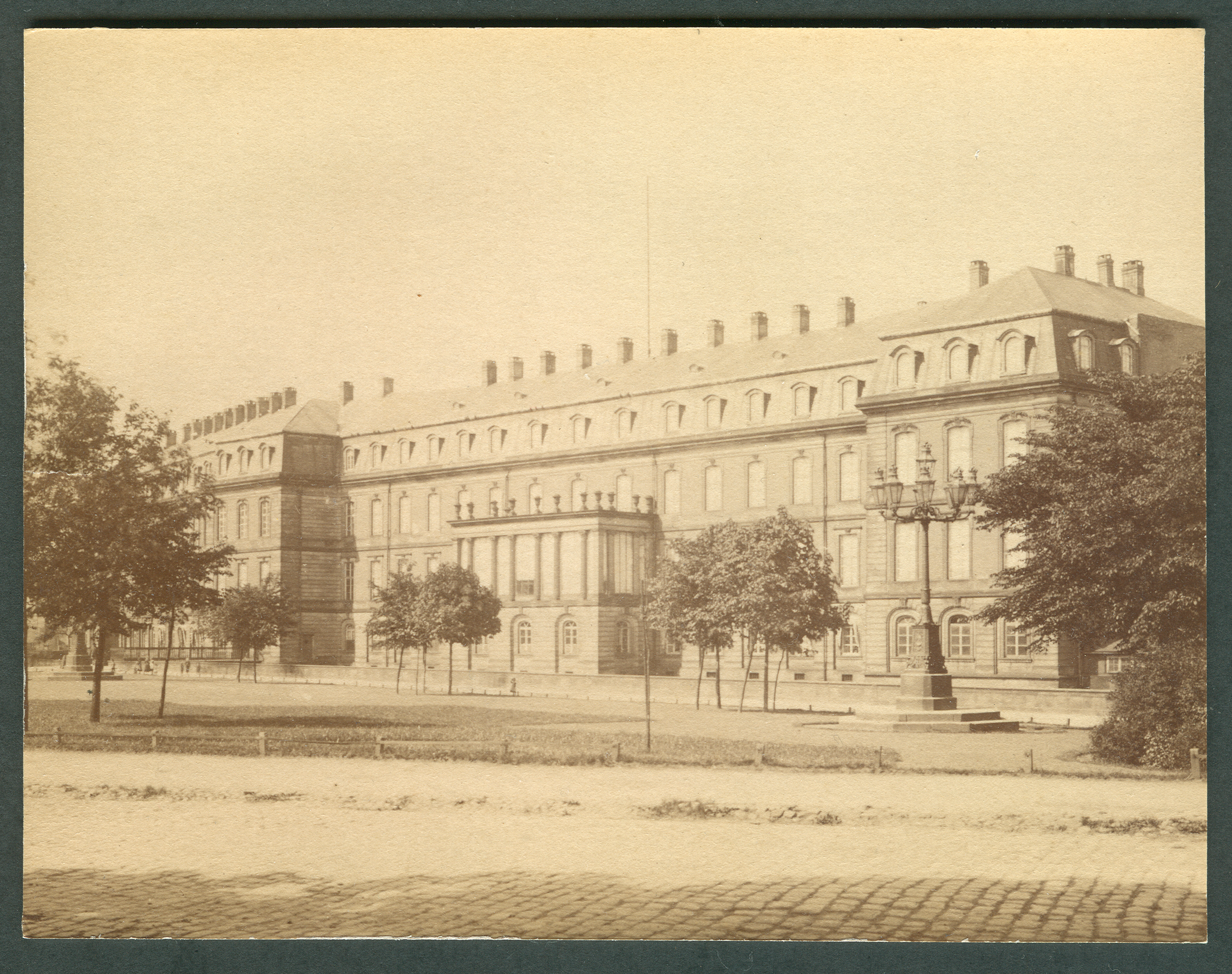
Il Leineschloss ad Hannover fu la residenza dei sovrani locali dal 1837 al 1866.

Nel 1813 l'Elettorato venne ripristinato e nell'ottobre del 1814, durante il Congresso di Vienna, divenne il Regno di Hannover, allo scopo di mettere Giorgio III del Regno Unito sullo stesso piano del re del Württemberg, per quanto riguardava gli affari tedeschi. Il Congresso di Vienna stabilì uno scambio territoriale tra l'Hannover e la Prussia, con il quale  il primo aumentò sostanzialmente le proprie dimensioni. Hannover ottenne il Vescovato di Hildesheim, la Frisia Orientale, la Bassa Contea di Lingen e la parte settentrionale del Vescovato di Münster. Al tempo stesso perse le parti del Ducato di Lauenburg ad est dell'Elba e diverse piccole exclavi ad est. Gli interessi della casata di Hannover in loco vennero rappresentati dal conte Ernst Friedrich Herbert zu Münster, particolarmente legato alla famiglia reale, il quale al congresso riuscì a far rispettare la posizione contrattuale indipendente dell'Hannover, al fianco (ma non unita) del Regno Unito e contro le pretese di annessione avanzate dalla Prussia.
Adolfo Federico, duca di Cambridge, il figlio più giovane di re Giorgio III, venne inviato nell'Hannover il 24 ottobre 1816 come governatore generale dello stato e fu lui ad occuparsi attivamente dell'approvazione di una costituzione (1819) definita a posteriori "assolutista" in quanto prevedeva la presenza di un parlamento con valore unicamente consultivo, composto di due camere.
Il Regno di Hannover divenne sin dal 1815 membro della Confederazione germanica, ma non aderì subito allo Zollverein prussiano, bensì dal 1834 si accordò per formare col Ducato di Brunswick lo Steuerverein, un'unione doganale intermedia tra i due stati.
L'unione personale con il Regno Unito terminò nel 1837, con l'ascesa al trono della Regina Vittoria, poiché le leggi di successione (Legge salica) di Hannover impedivano che una donna ereditasse il titolo se esisteva un qualsiasi erede maschio (nel Regno Unito un uomo aveva la precedenza solo sulle sue sorelle).

### Dalla rivoluzione del 1848 al regno di Giorgio V

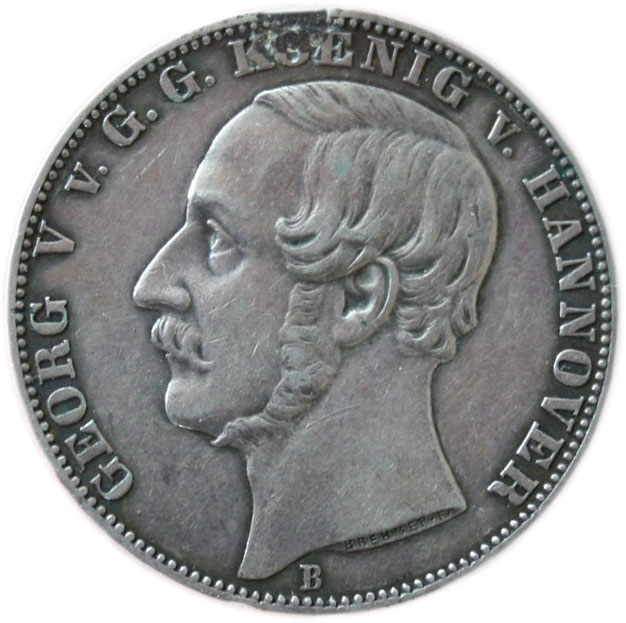
Tallero del regno di Hannover del 1865 con il ritratto di Giorgio V.

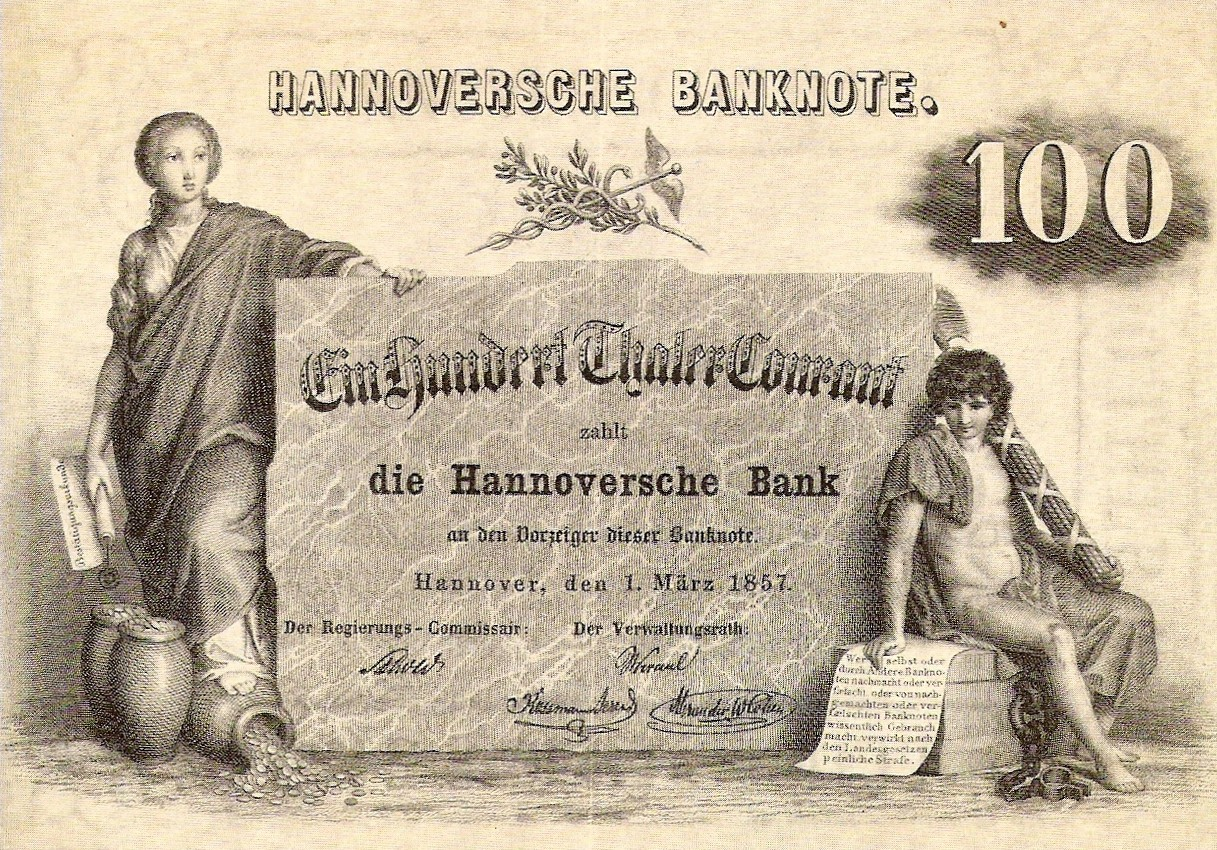
Banconota da 100 talleri emessa dalla Banca dell'Hannover nel 1857

Il re Ernesto Augusto I, consigliato da Justus Christoph Leist, quando ottenne il trono nel 1837 abolì di nuovo le leggi liberali approvate nel 1833 e l'Hannover tornò ad essere governato secondo la costituzione assolutista del 1819. Da subito protestarono per questo atto sette professori dell'università di Göttingen, denominati "i sette di Göttingen", oltre ai fratelli Grimm, facendo divampare un conflitto costituzionale che fece molto scalpore nella Germania dell'epoca e che indubbiamente contribuì alla promozione del movimento liberale in Germania. 
La rivoluzione del 1848 portò temporaneamente a nuovi esperimenti di liberalità al governo, ma questi furono tuttavia repressi sotto il governo di Giorgio V (1851-1866) per ispirazione del prussiano Otto von Bismarck. Sotto il governo di Giorgio V, malgrado tutto, lo stato iniziò numerosi cambiamenti a proprio favore come ad esempio la scelta nel 1854 di aderire ufficialmente allo Zollverein prussiano. Dal 1855 e sino alla fine della sovranità nel 1866, l'Hannover ebbe un proprio sistema postale ed emise propri francobolli. Dal 1856 venne fondata la Hannoversche Bank, la prima banca centrale del regno e vennero stampate anche le prime banconote.

### L'annessione alla Prussia
Dopo la sconfitta subita nella guerra austro-prussiana del 1866, l'Hannover venne annesso al Regno di Prussia e divenne una provincia locale. L'esercito dell'Hannover venne costretto a capitolare dopo la battaglia di Langensalza contro le truppe prussiane il 29 giugno 1866. Le truppe hannoveriane vennero annesse in toto al X corpo d'armata prussiano.
I beni personali della casata degli Hannover passarono di diritto a re Ludovico II di Baviera, capo della casata dei Guelfi, mentre l'ultimo sovrano hannoveriano, Giorgio V, ricevette una compensazione personale i 4.720.000 talleri per le perdite subite.

### Il breve ritorno
Con la dissoluzione del Terzo Reich nel 1945, i politici dell'Hannover colsero l'occasione nel 1946 per chiedere alla Control Commission for Germany (CCG) di ripristinare l'antico territorio indipendente, ricostituendolo come Stato di Hannover. Il primo ministro Hinrich Wilhelm Kopf, ebbe un ruolo centrale quando lo stato della Bassa Sassonia venne fondato alcuni mesi dopo, unendo l'Hannover ad altri stati minori. La città di Hannover divenne comunque capitale del nuovo stato istituito. L'ex stato di Hannover costituiva ad ogni modo l'85% del territorio della Bassa Sassonia, ed esso ancora oggi continua ad utilizzare l'antico stemma dell'Hannover.

## Ripartizione amministrativa

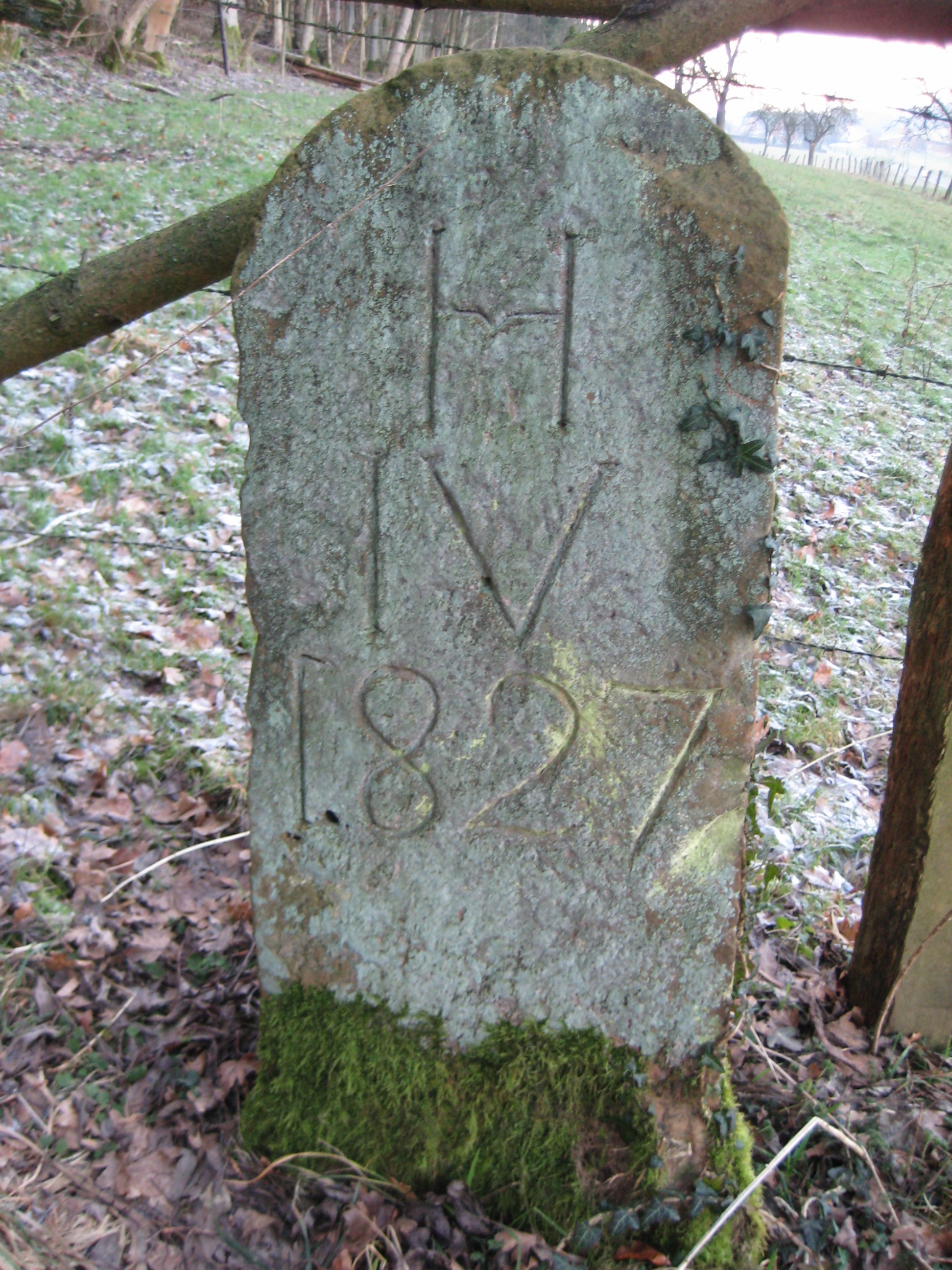
Cippo di confine del regno di Hannover del 1827

L'eterogeneo territorio era ripartito in vari governatorati (Landdrosteien):
Hannover, Hildesheim, Luneburg, Stade, Osnabruck, Aurich, il baliaggio di Klausthal e quello del distretto minerario di Goslar in condominio con il ducato di Brunswick.

## Esercito
Il regno di Hannover possedeva un proprio esercito e lo mantenne anche dopo le guerre napoleoniche. Nel 1832, re Guglielmo IV di Hannover decise di assegnare anche alle truppe dello stato tedesco delle uniformi simili a quelle dell'esercito britannico, ma con alcune varianti. Quando l'unione personale col Regno Unito ebbe fine nel 1837 ed Ernesto Augusto I ascese alla corona di Hannover, rimpiazzò tali uniformi con altre modellate su quelle dell'esercito prussiano, le quali includevano anche l'uso del tipico pickelhaube, l'elmetto chiodato. Durante la guerra austro-prussiana (che fu il maggior scontro nel quale l'esercito dell'Hannover venne coinvolto), l'esercito locale venne sconfitto dai prussiani durante la sua marcia a sud verso l'Austria, nella battaglia di Langensalza.

## Insegne

Lo stendardo reale del monarca dell'Hannover

Dopo che l'unione personale con la Gran Bretagna finì nel 1837, gli Hannover tennero lo stendardo e lo stemma britannico, introducendo soltanto una nuova corona.
Lo stato di Hannover utilizzò a livello ufficiale una bandiera composta da una banda orizzontale d'oro e da una bianca sottostante.

## La religione
Le due principali religioni erano il protestantesimo luterano, che aveva il Sovrano come capo ex officio (il Summus episcopus secondo la tradizionale visione ecclesiologica luterana), e il cattolicesimo con i fedeli divisi tra la diocesi di Osnabrück e la diocesi di Hildesheim: i rapporti tra il Regno e la Santa Sede furono regolati dal concordato del 1824 (le cui norme furono comprese nella bolla Impensa romanorum pontificum di papa Leone XII) che, oltre a far coincidere i nuovi confini diocesani con quelli del regno (fino al 1821-1824 alcuni territori erano soggetti ad altre giurisdizioni cattoliche tra cui la diocesi di Münster e il vicariato apostolico delle missioni settentrionali), stabilì modi di elezioni vescovili accettabili sia per la Santa Sede sia per i Sovrani, e risolse la questione dei beni ecclesiastici e la dotazione delle diocesi importante soprattutto dopo le spoliazioni subite in epoca napoleonica, . 
La situazione religiosa dell'Hannover dopo la restaurazione, conobbe notevoli mutamenti rispetto al passato durante l'epoca della conquista napoleonica. Girolamo Bonaparte, re di Vestfalia, a suo tempo, aveva infatti rivisto le costituzioni religiose locali sulla base dei fondamenti dei principi rivoluzionari francesi, concedendo in particolare che tutti gli uomini, ebrei compresi, avessero i medesimi diritti civili di fronte allo stato. Con la sconfitta dei Bonaparte, ad ogni modo, tutto venne riportato allo stato precedente. Il problema degli ebrei si dimostrò quello più pressante in campo religioso e da più parti vennero richieste delle riforme su quel gruppo religioso.
Nel 1842 ad ogni modo vennero approvate delle nuove leggi che equipararono definitivamente gli ebrei degli Hannover a tutti gli altri cittadini, ma nel contempo li obbligavano a formare delle comunità ghettizzate ove non fosse già avvenuto. Queste comunità dovevano rispondere allo stato per l'educazione dei suoi membri ed assicurare il mantenimento di cimiteri, sinagoghe e quant'altro fosse funzionale alla vita della comunità locale all'interno del complesso dello stato.
Per l'intero regno vennero definiti quattro Landrabbinat (rabbinati territoriali), ciascuno con un proprio distretto: uno ad Emden (comprendente l'area di Osnabruck), uno ad Hannover (comprendente la capitale e Luneburg), uno a Hildesheim (comprendente Hildesheim, Berg e Clausthal) e uno a Stade (comprendente Stade). L'Hannover divenne quindi uno dei pochi stati europei dove l'ebraismo, come del resto le confessioni cristiane, aveva un'organizzazione ufficiale riconosciuta e tutelata dallo stato. L'organizzazione per Landrabbinat rimase in vigore anche dopo l'annessione dello stato alla Prussia nel 1866, anche se le autorità prussiane negarono a queste medesime organizzazioni ebraiche qualsiasi riconoscimento ufficiale da parte dello stato.
Con la clausola della separazione tra stato e religione secondo la costituzione del Reich del 1919, i Landrabbinat vennero svuotati di ogni loro potere e vennero infine aboliti, mantenendoli in vita solo con funzioni puramente religiose. Il Landrabbinatsverfassung venne abrogato ufficialmente durante il Pogrom del 1938.

## Re di Hannover
Nel 1813 Giorgio III riprese possesso dei propri territori in Germania e nell'ottobre dell'anno successivo essi vennero costituiti nel Regno di Hannover dal Congresso di Vienna. L'unione personale col Regno Unito terminò nel 1837 all'ascesa sul trono inglese della Regina Vittoria, in quanto le leggi dell'Hannover – basate sulla Legge salica – non prevedevano la successione femminile; come tale il regno passò ai suoi parenti maschi più prossimi. Nel corso della guerra austro-prussiana del 1866, l'Hannover venne annesso dal Regno di Prussia, perdendo la propria indipendenza. Attualmente i discendenti della casata degli Hannover si proclamano pretendenti del trono dello stato.
| Immagine | Nome            | Regno     | Note |
| -------- | --------------- | --------- | --- |
|          | Giorgio III     | 1814–1820 | Giorgio III fu mentalmente malato durante gli anni del suo governo sul Regno di Hannover e come tale il potere venne esercitato in sua vece dal figlio, il principe di Galles (futuro re Giorgio IV) sulla base della reggenza inglese. In Hannover, il principe Adolfo, duca di Cambridge fu ufficialmente Viceré dal 1816. |
|          | Giorgio IV      | 1820–1830 | Figlio del precedente. Reggente 1811-1820, rappresentato nell'Hannover dal viceré Adolfo, duca di Cambridge. |
|          | Guglielmo       | 1830–1837 | Fratello del precedente. Ultimo monarca a governare sia l'Hannover che il Regno Unito in unione personale. Venne rappresentato nell'Hannover dal viceré Adolfo, duca di Cambridge. |
|          | Ernesto Augusto | 1837–1851 | Fratello del precedente. La sua ascesa separò le corone di Hannover e del Regno Unito, passando quest'ultima alla Regina Vittoria. |
|          | Giorgio V       | 1851–1866 | Figlio del precedente. Perse i propri territori a causa dell'annessione da parte della Prussia dopo la guerra austro-prussiana. |

## Primi ministri dell'Hannover
Lo stato di Hannover ebbe la figura di un primo ministro sin dal 1680 che dopo il 1848 divennero ministri presidenti e perdurarono in attività coi loro governi sino al 1866 quando l'Hannover venne unito definitivamente al regno di Prussia.